# 再見中國
《再見中國》（英語：China Behind），原片名《奔》，是一部1987年公映的香港電影，由唐書璇執導，曾紀律、潘極民、邵小玲、馮寶賢及宮天美主演。本片於台灣及香港兩地拍攝，由張照堂擔任攝影師，1974年送檢，遭港英政府以「破壞本港與其他地區間的友好關係」而禁映，不僅在香港，《再見中國》在中國大陸和台灣都曾被列為禁片。
2005年，本片獲香港電影金像獎協會票選為「最佳華語片一百部」之一。 2011年，本片獲香港電影資料館列入「百部不可不看的香港電影」之一。

## 劇情
1966年春中国文化大革命期间，医学院准毕业生宋铨與妹妹宋兰和她的男朋友梁汉伦，同学金浩东决定离开中國。

## 評價
《再見中國》於最佳華語電影一百部名列第78名。

## 獎項
| 年份 | 頒獎典禮            | 獎項         | 獲提名 | 結果 |
| ---- | ------------------- | ------------ | ------ | ---- |
| 1988 | 第7屆香港電影金像獎 | 評判團特別獎 |        | 獲獎 |

## 外部連結
- 香港影庫上《再見中國》的資料（繁體中文）
- 时光网上《再見中國》的資料（简体中文）
- AllMovie上《再見中國》的资料（英文）
- 爛番茄上《再見中國》的資料（英文）
- 互联网电影数据库（IMDb）上《再見中國》的资料（英文）
- Hong Kong Cinemagic entry （页面存档备份，存于）